# Якопо Белліні
Якопо Белліні (італ. Jacopo Bellini; бл. 1400—1470/71) – італійський художник венеційської школи

## Біографія
Якопо Белліні був сином ремісника. Невідомо, де і у кого він навчався. У 1411/12 перебував у Фоліньйо, де з іншими учнями міг розписувати палац Трінчі, а у 1422—1425 перебував у Флоренції, де тоді творили Філіппо Брунеллескі, Донателло, Мазаччо. Близько 1423 був учнем, помічником в Джентіле да Фабріано, який своєю творчістю викликав заздрість місцевих малярів. Імовірно, через їхнє підбурювання 11 червня 1423 його майстерню закидали камінням. На захист майстерні кинувся Якопо Белліні, поранивши нападників. Через це довший час перебував у в'язниці, після чого покинув Флоренцію. Можливо, 1426 прибув до Риму, після чого в основному проживав у Венеції.
Після одруження 1429 народився його син Джентіле Белліні, названий на честь вчителя, а 1430/31 син Джованні Белліні. Обидва сини відносяться до найбільших художників Венеції.
Близько 1436 Япопо перебував у Вероні, де розписував купол собору фресками на тему Розп'яття (втрачені). На 1437 повернувся до Венеції, ставши членом Великої школи Св. Івана Євангеліста (італ. Scuola di San Giovanni Evangelista). Для неї він намалював «Мадонну з немовлям» і ще 18 втрачених образів на теми з життя Христа і Богородиці. Якопо разом з Леон-Баттіста Альберті у Феррарі спроектували надгробок маркіза Нікколо ІІІ д'Есте і намалював портрет його сина Леонелло д'Есте (можливо, Уго чи Мелідус д'Есте). На 1457 перебував у Венеції, Падуї (1460), де в його збережених роботах все більше проявляються ренесансні риси. Його роботи у Великій школі Св. Івана Євангеліста (1452), Великій школі св. Марка (1466) втрачені.

### Творчість
Якопо Белліні творив на релігійні теми з використанням елементів готики, раннього Відродження та зникаючих впливів мистецтва Візантії. Цікавився творчістю майстрів тосканської школи, що перебували у Венеції, інших містах, зокрема Паоло Учелло, Філіппо Ліппі, Андреа дель Кастаньйо, Мазоліно да Панікале, Фра Анджеліко, творами Кіріако Анконського, Феліце Фелеціано, Джованні Марканова.
Збереглись два альбоми ескізів Якопо Белліні, що є одними з найдавніших прикладів презентації майстрами свого доробку, прикладів для майбутнього проектування. Альбом 1430—1450 років зберігається у паризькому Луврі, інший 1450—1460 років у лондонському Британському музеї. У них поєднано архітектонічні елементи пізньої готики з ренесансною ще доволі простою перспективою, що завжди ґрунтується на центральній точці сходу взяв на лінії горизонту в середині листа. Збереглось близько 20 живописних робіт і 300 рисунків Якопо Белліні.

## Галерея творів

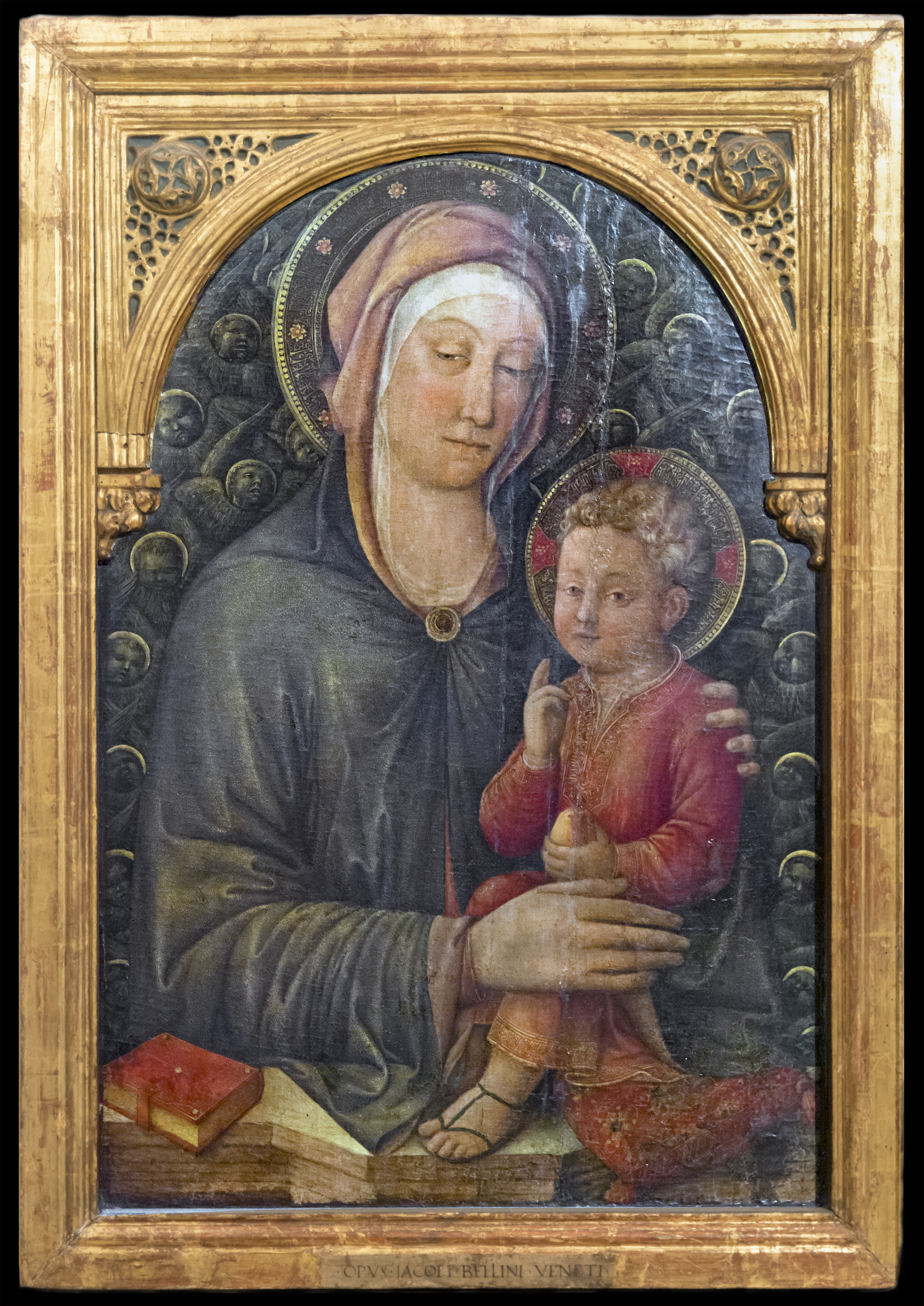
Мадонна з дитиною. Бл. 1455. Темпера на дереві. Галерея Академії. Венеція
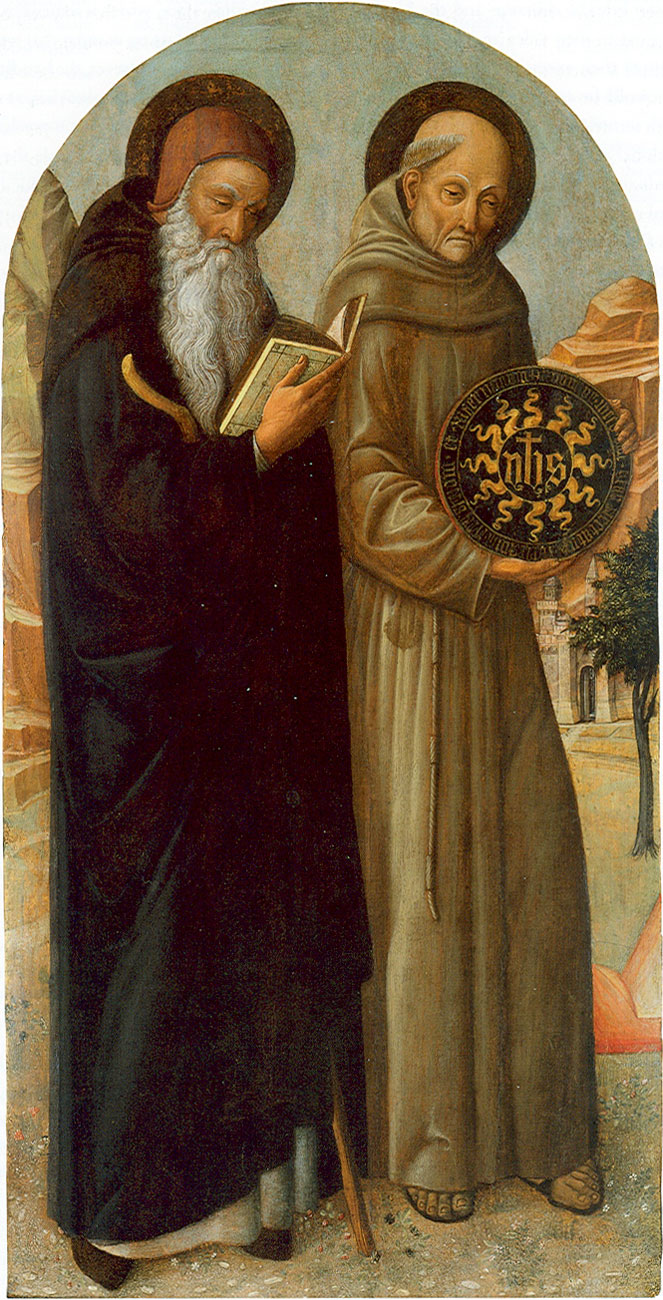
Св. Антоній і св. Бернард. 1455-1460. Темпера на дереві. Національна галерея мистецтв США. Вашингтон
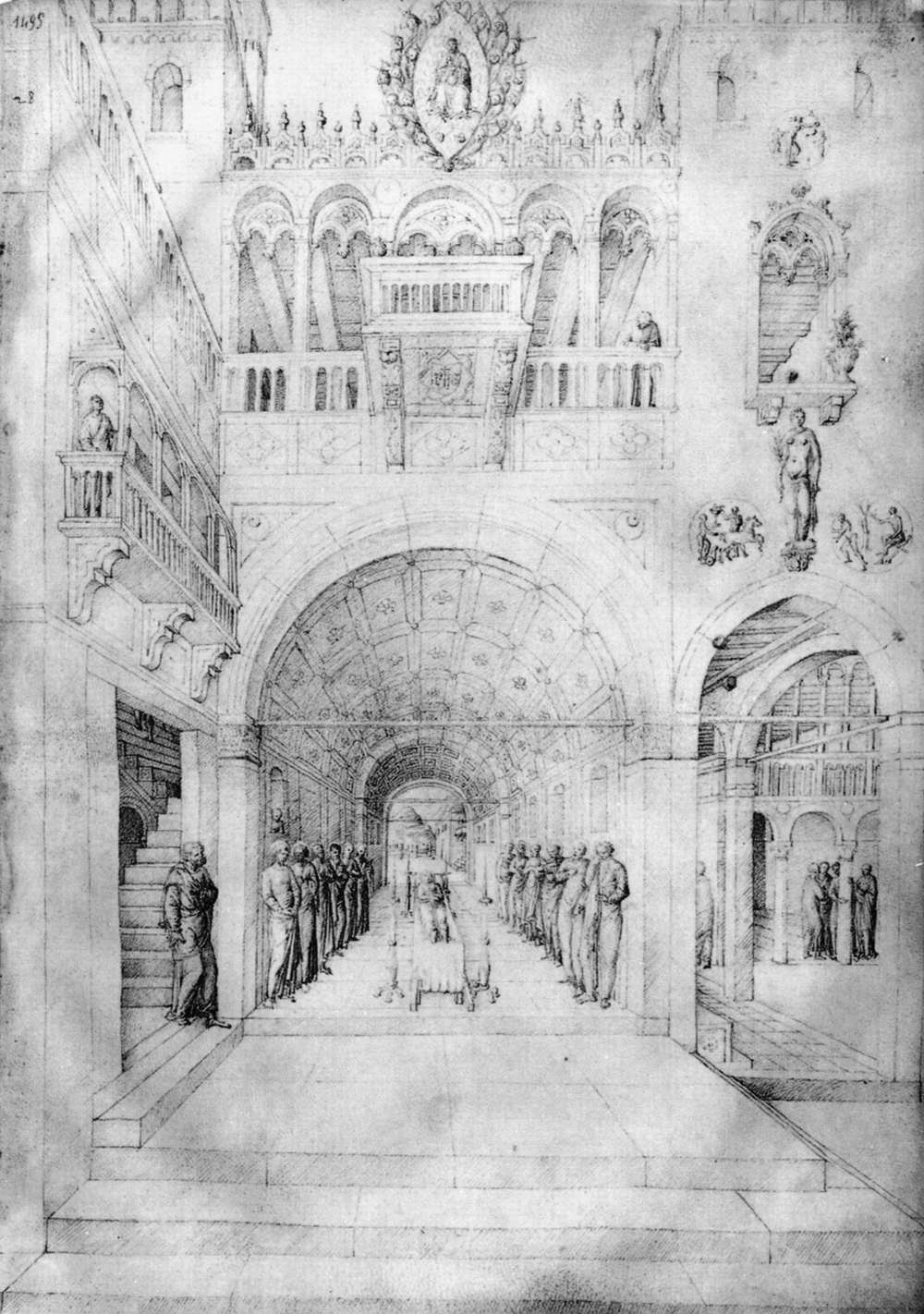
Dormitio Virginis. 1450. Чорнило на пергаменті. Лувр. Париж
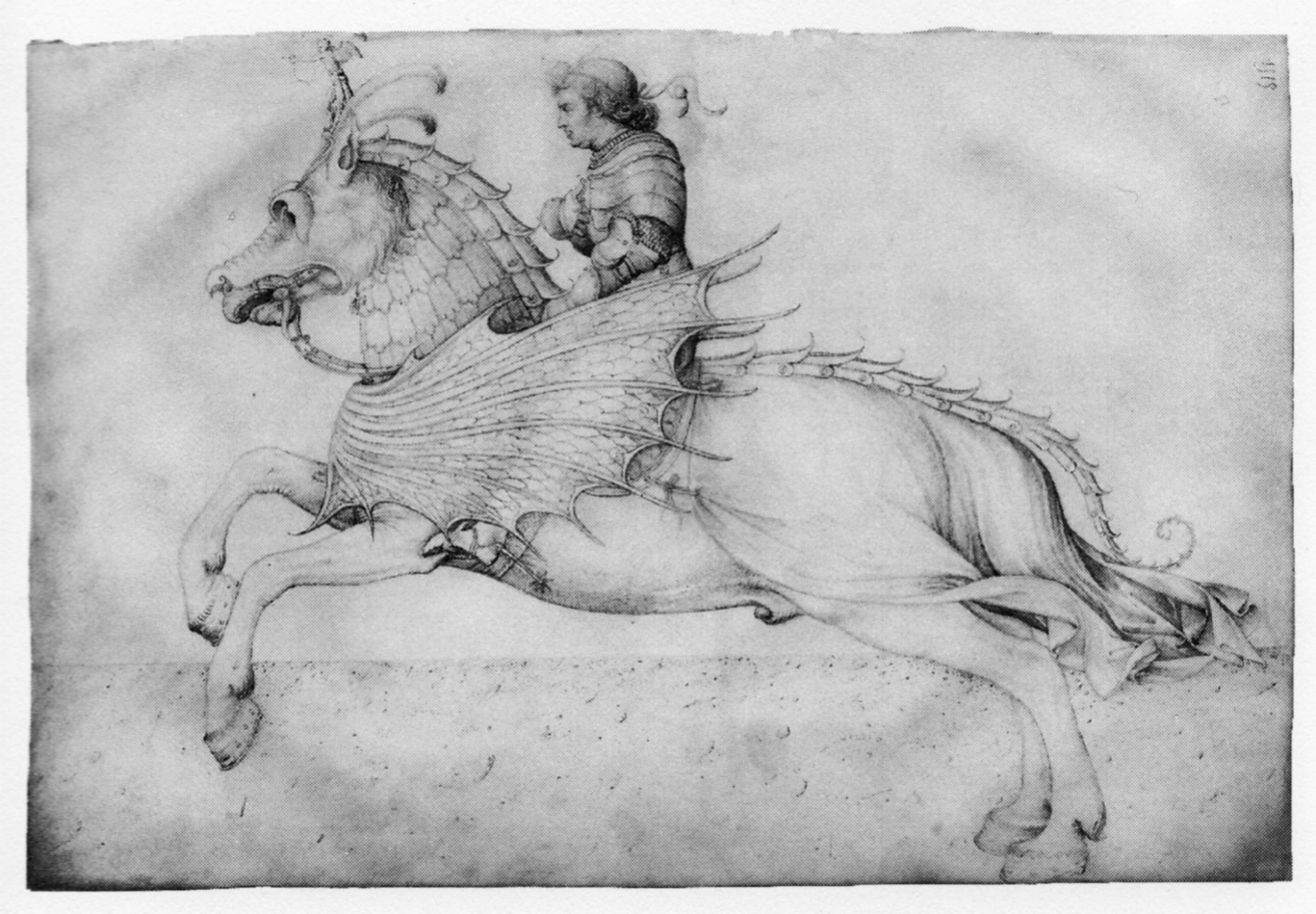
Вершник. 1450. Чорнило на пергаменті. Лувр. Париж
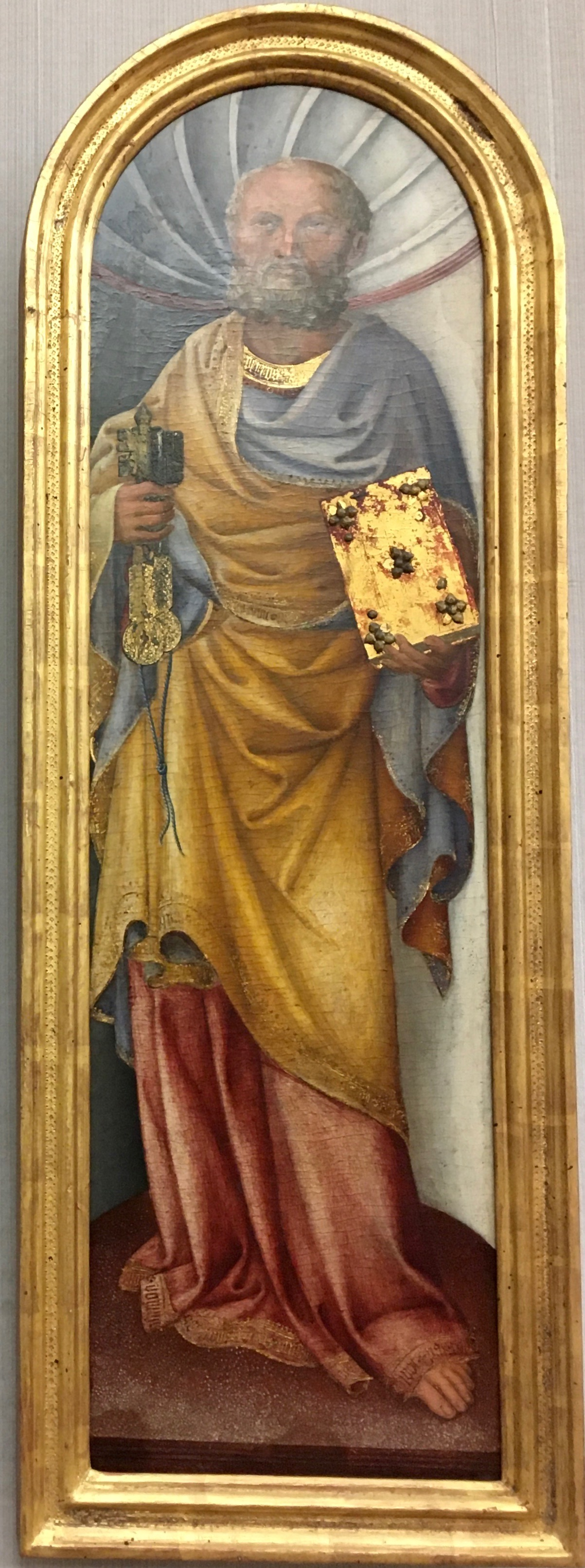
Св. Петро. 1430/35. Берлінська картинна галерея